# Llac Wakatipu

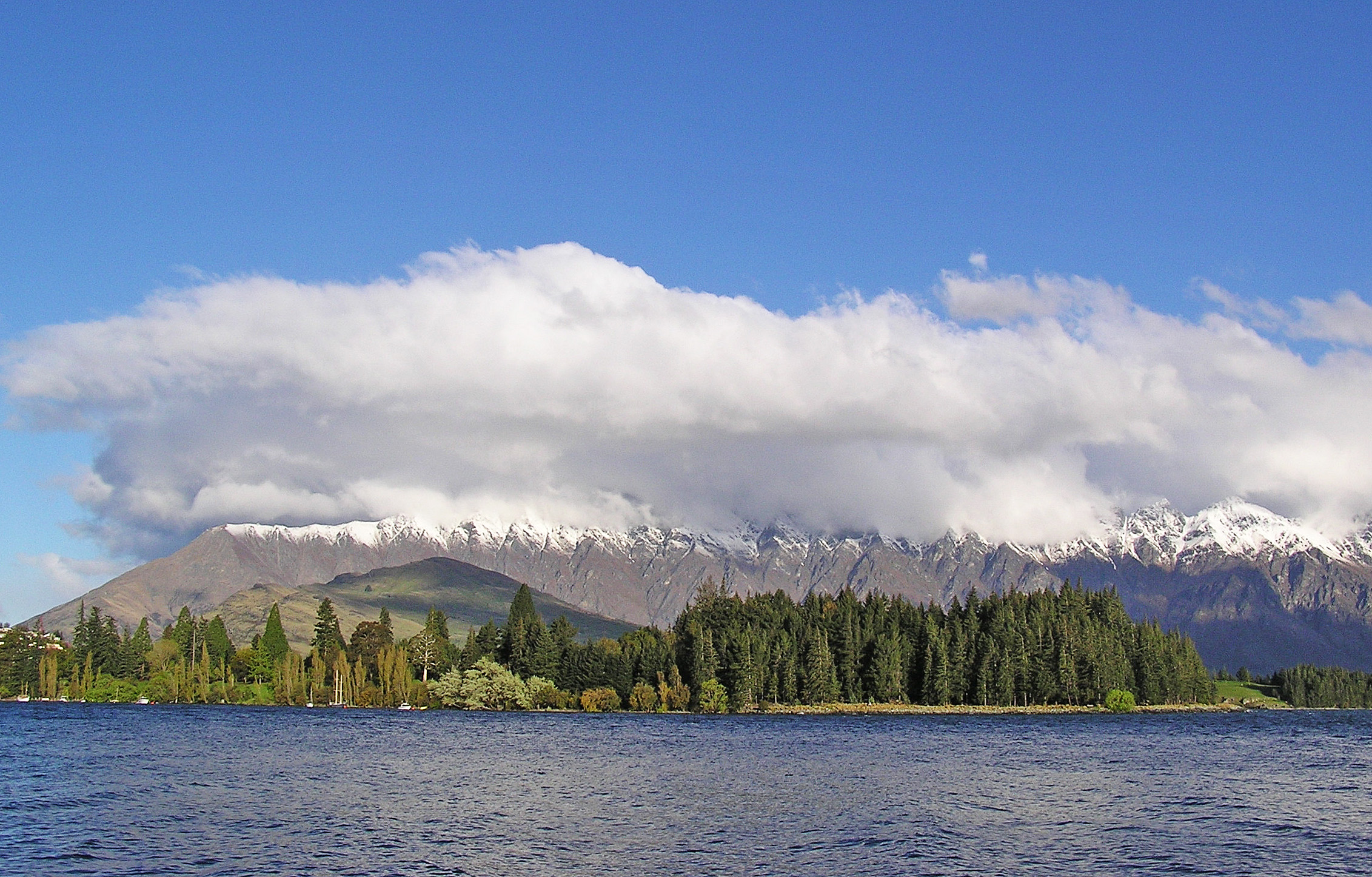
Llac Wakatipu i les muntanyes Remarkable al fons.

El Llac Wakatipu és un llac interior de l'illa del Sud de Nova Zelanda. Es troba a l'extrem sud-occidental de la regió d'Otago, prop del seu límit amb Southland.

## Descripció
Amb una longitud de 80 km, és el llac més llarg del país, i els seus 291 km² el fan el tercer més gran. És un llac molt profund, amb la base a 100 m per sota del nivell del mar, atorgant-li una profunditat d'entre 378 i 420 metres, i convertint-lo en el tercer o quart llac més profund de Nova Zelanda, per darrere del Llac Hauroko (462 m), el Manapouri (444 m) i possiblement el Te Anau (418 m) i el Hawea (392 m). Està a una altitud de 310 m en direcció a l'extrem sud dels Alps del Sud. Una vista aèria revela la seva forma de "N" invertida: el riu Dart flueix cap al nord i després el llac segueix el seu recorregut durant 30 km abans de girar de manera abrupta cap a l'est; 20 km més enllà gira de nou cap al sud, prop de Kingston.
El llac Wakatipu és conegut per la bellesa del seu paisatge, envoltat de muntanyes. La serra dels Remarkables es troba al seu extrem sud-oriental. És una destinació popular per al turisme d'aventura, amb zones destinades a l'esquí, parapent, salt de pont i senderisme en les seves proximitats. Un vaixell de vapor, el TSS Earnslaw, navega habitualment per les seves aigües, mentre que a la Vall Gibbston, propera al llac, s'hi troben diverses vinyes.